# Bhuapur
Bhuapur är ett underdistrikt i Bangladesh. Det ligger i den centrala delen av landet, 100 kilometer nordväst om huvudstaden Dhaka.
Trakten runt Bhuapur består till största delen av jordbruksmark. Runt Bhuapur är det tätbefolkat, med 735 invånare per kvadratkilometer.